# Capalbio
Capalbio é uma comuna italiana da região da Toscana, província de Grosseto, com cerca de 3.912 (Cens. 2001) habitantes. Estende-se por uma área de 108,60 km², tendo uma densidade populacional de 29,39 hab/km². Faz fronteira com Manciano, Montalto di Castro (VT), Orbetello.
Pertence à rede das Cidades Cittaslow.

## Demografia
| Variação demográfica do município entre 1861 e 2011                               |
|                                                                                   |
| Fonte: Istituto Nazionale di Statistica (ISTAT) - Elaboração gráfica da Wikipedia |